# NGC 762
NGC 762 ist eine Balken-Spiralgalaxie mit ausgedehnten Sternentstehungsgebieten vom Hubble-Typ SBa im Sternbild Walfisch südlich des Himmelsäquators. Sie ist schätzungsweise 220 Millionen Lichtjahre von der Milchstraße entfernt und hat einen Durchmesser von etwa 90.000 Lj.
Im selben Himmelsareal befinden sich u. a. die Galaxien NGC 748, NGC 779, IC 183.
Die Typ-Ia-Supernova SN 1988ab wurde hier beobachtet.
Das Objekt wurde am 22. November 1785 von dem deutsch-britischen Astronomen Wilhelm Herschel entdeckt.